# Eucalyptus botryoides

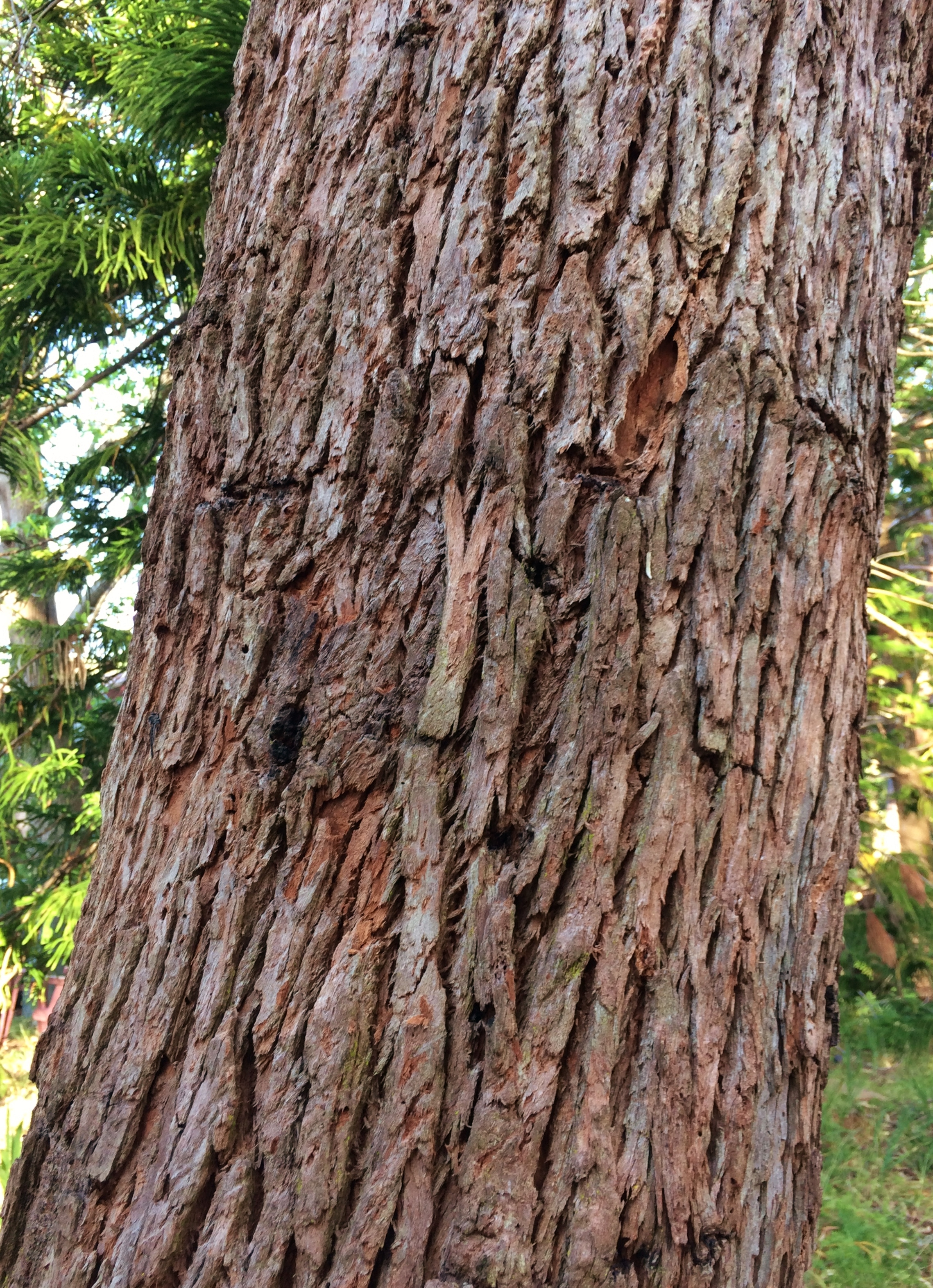
Borke

Eucalyptus botryoides ist eine Pflanzenart innerhalb der Familie der Myrtengewächse (Myrtaceae). Sie ist in Südost-Australien beheimatet.

## Beschreibung

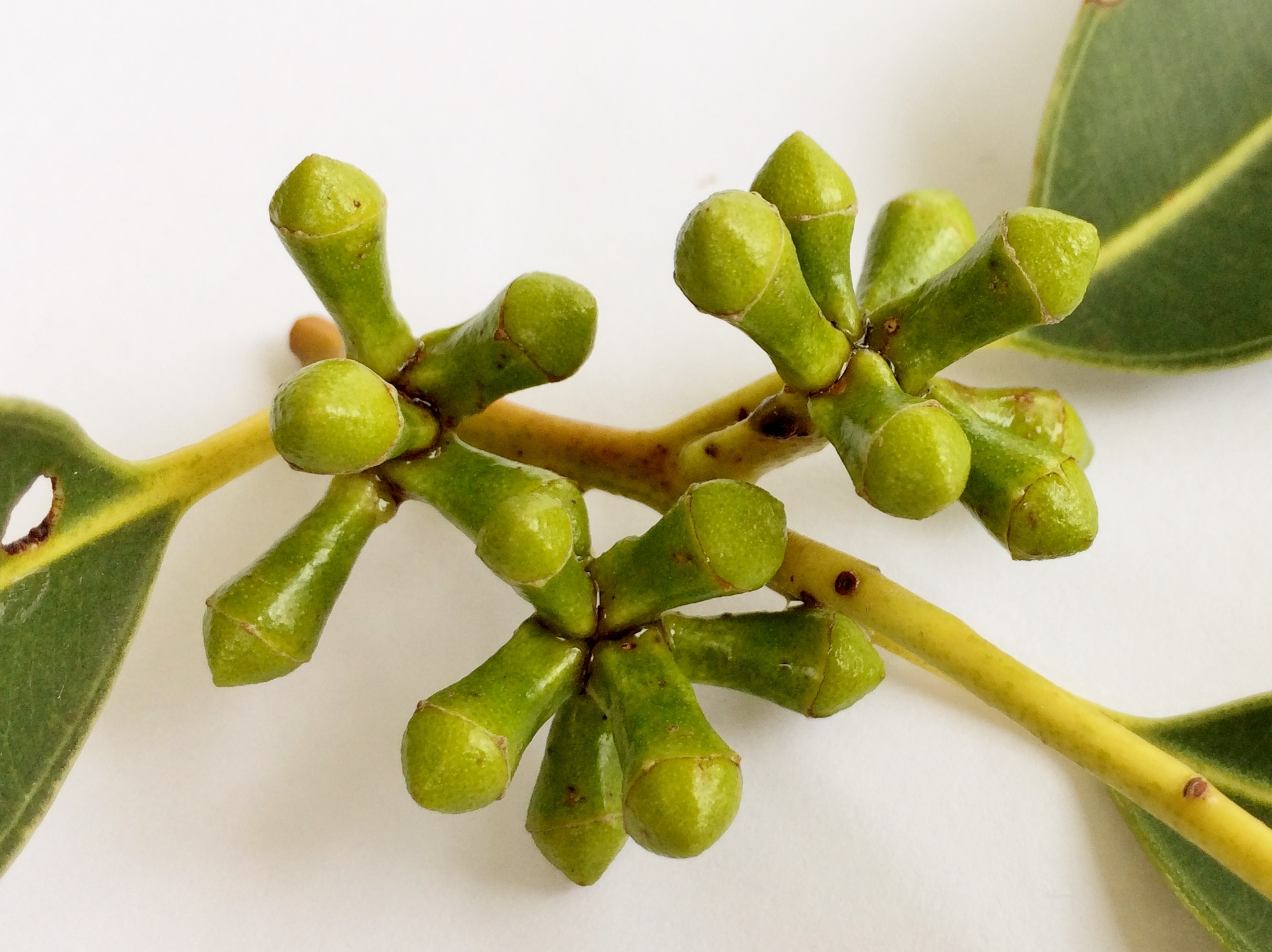
Blütenknospen

Unter günstigen Bedingungen kann Eucalyptus botryoides als ein Baum mit geradem Stamm bis über 40 Meter hoch wachsen und einen Brusthöhendurchmesser von über 1,5 Meter erreichen, obwohl er in weniger günstigen Lagen häufig kleiner ist. In exponierten Gebieten hinter Sanddünen wächst er als niedriger, ausladender Baum, 6 bis 12 Meter hoch, mit einer dichten Krone, oder sogar als eine mehrstämmige Mallee-Form auf armen Sandböden. Er hat eine verholzte Verdickung an der Basis des Stamms, die als Lignotuber bekannt ist und einen Durchmesser von bis zu 6 Metern erreichen kann. Die dicke, faserige, raue Rinde ist schuppig und rissig. Die Rinde ist bei Bäumen aus dem Inland oft graubraun und bei Bäumen aus der Küstenregion eher rötlich-braun. Die Rinde der kleineren Äste ist glatt und hellgrau.

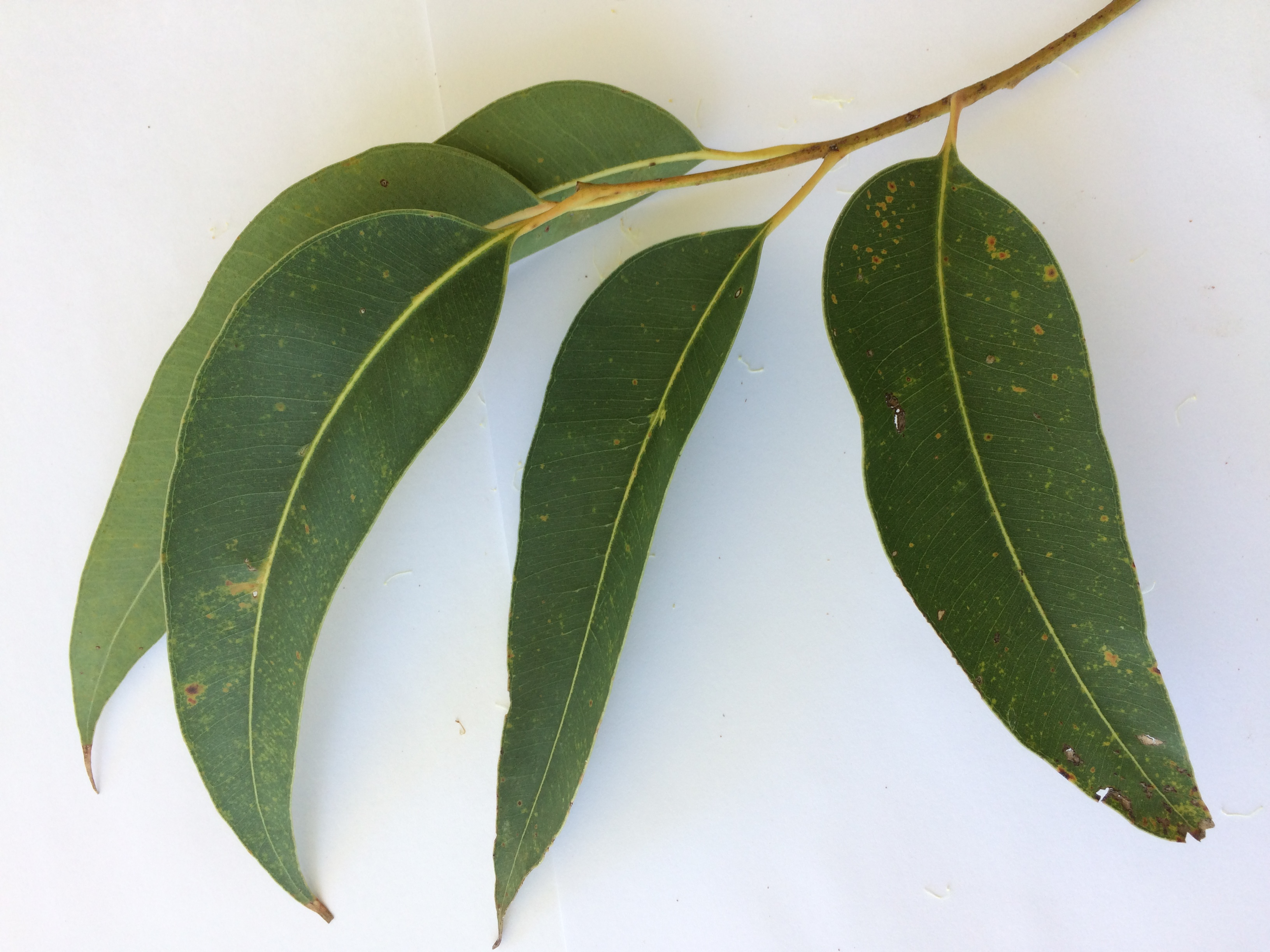
Ausgewachsene Blätter

Die Sämlinge und jungen Pflanzen haben mehr eiförmige Blätter, die in den ersten drei bis sechs Paaren gegenständig an den Stängeln angeordnet sind, bis sie die erwachsene, wechselständig angeordnete Blattstellung übernehmen. Sie sind auch an der Unterseite heller und messen 4,5 bis 11 cm in der Länge und 1,3 bis 5,5 cm in der Breite. Die ausgewachsenen Blätter sind gestielt, eiförmig bis eilanzettlich, 10 bis 20 Zentimeter lang und 2 bis 6 Zentimeter breit und sind oberseits dunkelgrün und unterseits heller. Die Nervatur ist fein und verläuft im Winkel von 40° bis 60° zur Mittellinie.
Es werden achselständige Dolden gebildet. Die weißen Blüten entwickeln sich aus kleinen zylindrischen oder keulenförmigen Knospen und erscheinen von Januar bis April. Die Blütenhülle ist kalyptrat.
Die kleinen, holzigen Kapselfrüchte, in englischer Sprache auch Gumnuts genannt, sind eiförmig oder zylindrisch und messen zwischen 7–12 mm in der Länge und 4–6 mm in der Breite, wobei die Klappen nahe dem Rand oder vollständig eingesenkt sind.

## Systematik
Der Baum wurde erstmals 1797 von dem Naturforscher James Edward Smith beschrieben, ohne ein Typusexemplar zu benennen, und trägt noch immer seinen ursprünglichen Namen. Der Artenname stammt vom Altgriechischen botrys, was „Traube“ bedeutet, und könnte sich auf die traubenartigen Blütenstände und Früchte beziehen. Er wurde in die Untergattung Symphyomyrtus, Sektion Latoangulatae, Serie Annulares von Brooker und Kleinig eingeordnet. Die nächsten Verwandten sind Eucalyptus scias, Eucalyptus notabilis, Eucalyptus resinifera und Eucalyptus robusta. Südlich des Sydney Harbour und des Parramatta River bildet Eucalyptus botryoides Hybridpopulationen mit Eucalyptus saligna.

## Verbreitung und Lebensraum

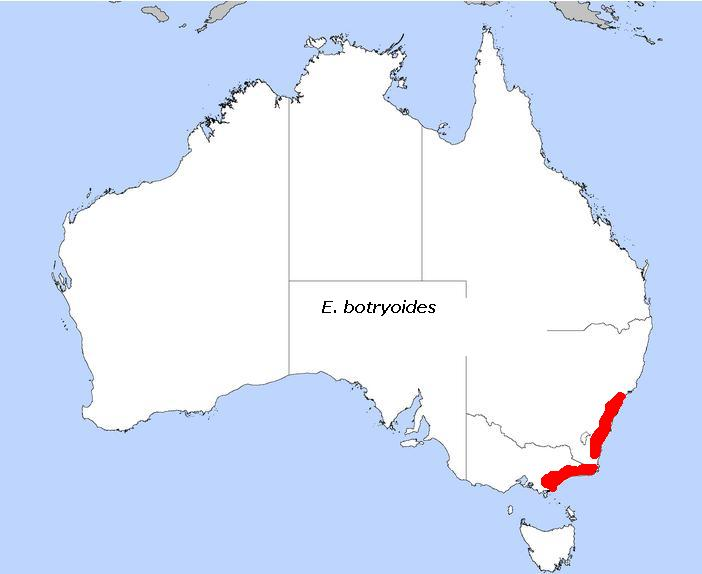
Verbreitung von Eucalyptus botryoides

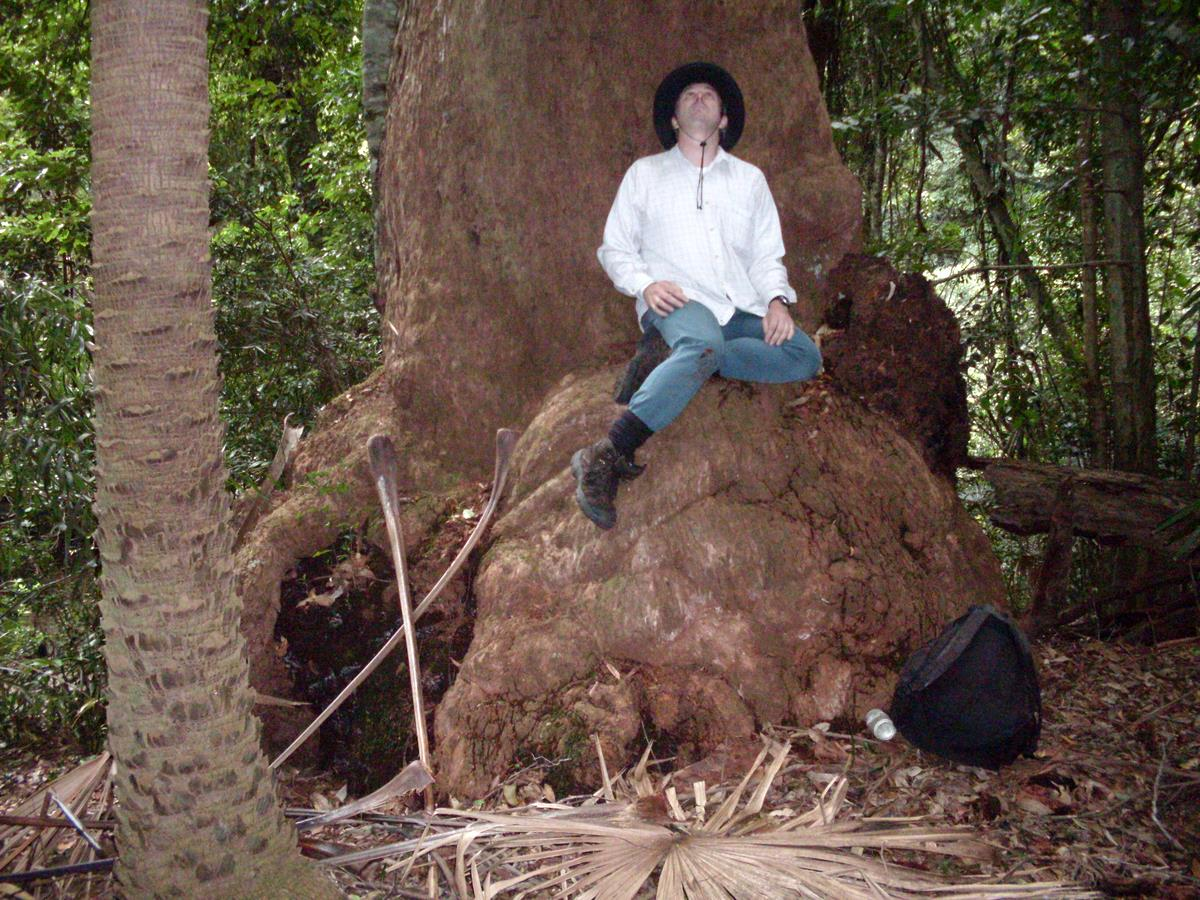
Lignotuber eines großen Exemplars am Hacking River, Australien

Die Verbreitung reicht von der Küste im Südosten Australiens, von nahe Newcastle an der mittleren Küste von New South Wales bis nach Ost-Victoria, speziell in der Region um Loch Sport südlich von Bairnsdale. Die Art wurde in West-Australien eingeführt, wo sie als fremd gilt. Sie wächst hauptsächlich auf nährstoffarmen, aus Sandstein abgeleiteten oder sandigen Böden, entweder hinter Küstendünen oder weiter im Landesinneren in Alluvialböden in Tälern, wo die Pflanzenart ein dominierender Baum ist. Sie wächst in der Regel nicht weit vom Salzwasser entfernt. Eucalyptus botryoides ist nur in Tieflagen zu finden, von Meereshöhe bis 300 Metern Höhe, und in Gebieten mit einem Niederschlag von 700 bis 1300 mm.
Zu den Bäumen, mit denen es in offenen Mischwäldern wächst, gehören Syncarpia glomulifera, Corymbia maculata, Corymbia gummifera, Eucalyptus pilularis, Eucalyptus resinifera und Angophora costata. Zu den begleitenden Unterwuchsarten in feuchteren Wäldern mit Übergang zum Regenwald gehören Syzygium smithii und Acacia. In Küstenpflanzengemeinschaften nahe Sanddünen wächst die Art zusammen mit gestutzten Formen von Eucalyptus globoidea, Eucalyptus sieberi, Banksien und Unterwuchsarten wie Macrozamia communis. Er ist ein Bestandteil des Waldes in den Feuchtgebieten im Booderee-Nationalpark, zusammen mit Arten wie Eucalyptus paniculata, Eucalyptus sclerophylla,  Banksia serrata, Banksia integrifolia und Melaleuca linariifolia, mit Unterwuchsarten wie Baumea articulata, Eleocharis sphacelata, Leptospermum juniperinum und Schoenus brevifolius.

## Ökologie
Eucalyptus botryoides regeneriert sich nach einem Buschfeuer, indem es aus den epikormischen Knospen und seinem holzigen Lignotuber wieder austreibt. Pflanzen wurden auf ein Alter von 600 Jahren datiert. Der Baum wirft auch Äste ab, die in der Lage sind, Wurzeln zu bilden. Die feuchten Bedingungen und die wasserabsorbierenden Eigenschaften der dicken, faserigen Rinde begünstigen dies.
Der Koala frisst die Blätter, und Ameisen konsumieren den Nektar. Die Art ist sehr anfällig für Blattflöhe.

## Nutzung
Das Kernholz dieser Art ist langlebig und schwer (etwa 765–985 kg/m³) und ähnelt dem von Eucalyptus saligna und Eucalyptus grandis. Es wird für Fußböden und Wandverkleidungen verwendet.